# Hollywood (Caroline du Sud)
Pour les articles homonymes, voir Hollywood (homonymie).
Hollywood est une ville américaine située dans le comté de Comté de Charleston dans l’État de Caroline du Sud.

## Démographie
| 1950 | 1960 | 1970 | 1980 | 1990  | 2000  |
| ---- | ---- | ---- | ---- | ----- | ----- |
| 246  | 334  | 339  | 729  | 2 094 | 3 946 |

| 2010  | - | - | - | - | - |
| ----- | - | - | - | - | - |
| 4 714 | - | - | - | - | - |

## Traduction
- (en) Cet article est partiellement ou en totalité issu de l’article de Wikipédia en anglais intitulé « Hollywood, South Carolina » (voir la liste des auteurs).